# Benton (Kentucky)
Pour les articles homonymes, voir Benton.
La ville de Benton est le siège du comté de Marshall, dans l’État du Kentucky, aux États-Unis. Lors du recensement de 2010, sa population était de 4 349 habitants.